# Szputnyik–9
A Szputnyik–9-t (oroszul: Спутник-9) a Vosztok-program keretében az emberes űrrepülés negyedik biztonsági próbája.

## Küldetés
Televíziós közvetítéssel folyamatosan ellenőrizték, követték az eseményeket. A Szputnyik–9 sikere alapján megvolt az alap a tényleges, emberes küldetésre. A biztonság érdekében, rövid időn belül felbocsátották a Szputnyik–10-et.

## Jellemzői
1961. március 9-én a bajkonuri űrrepülőtér indítóállomásról egy Vosztok 3K (8K72K) típusú hordozórakétával juttatták alacsony Föld körüli pályára. Az orbitális egység pályája 88,5 perces, elliptikus pálya-perigeuma 184 kilométer, apogeuma 249 kilométer volt. Hasznos tömege 4700 kilogramm. 1961. március 9-én egyetlen Föld körüli repülést követően a vezérlőközpont irányítására automatikusan megkezdte a hagyományos, ejtőernyős leereszkedést. A visszatérő kapszulából a próbababát katapultálták (mentési próba), de Csernuska kutya folytatta a leereszkedést. A kísérleti repülés teljes sikert hozott.

## Személyzet
Csernuska (oroszul: Чернушка) kutya, műszerekkel felszerelt életnagyságú bábu (orosz beceneve: Iván Ivánovics), valamint egerek és tengerimalacok.

## Külső hivatkozások
- NSSDC Catalog – Sputnik 9 (angol nyelven). NASA. (Hozzáférés: 2011. november 9.)

| Elődje: Venyera–1 | Szputnyik–9 1961 | Utódja: Szputnyik–10 |